# Kambadahalli, Nagamangala
Kambadahalli là một làng thuộc tehsil Nagamangala, huyện Mandya, bang Karnataka, Ấn Độ.